# Pengefutár
A Pengefutár (The Bladerunner) egy 1974-ben megjelent sci-fi regény Alan E. Nourse tollából. A regény egy olyan jövőben játszódik, ahol a túlnépesedés miatt az embereket már gyermekkorukban kasztrálják, cserébe pedig ingyenes orvosi ellátást kapnak. A törvényt kijátszó emberek az illegálisan tevékenykedő orvosokhoz fordulnak, akiknek saját küldönceik, a pengefutárok szállítják az eszközeiket.
Magyarul 2010-ben jelent meg, Tamás Dénes fordításában és kiegészítve William S. Burroughs forgatókönyvével, a Galaktika Fantasztikus Könyvek-sorozatban. A magyar kiadás borítóján „az igazi Blade Runner” felirat olvasható.

## Cselekmény
|  | Alább a cselekmény részletei következnek! |

Sánta Billy egy fiatalember, aki titokban pengefutárként dolgozik dr. John Longnak, a sikeres orvosnak, akivel éjszakánként azokat az embereket keresik fel, akik nem jogosultak az ingyenes orvosi ellátásra. A szükséges orvosi eszközöket a feketepiacról szerzik be. Azonban elszabadul a sanghaji influenza, mely rengeteg emberéletet követel meg. Billy és a megbízója kénytelenek a rendszert kijátszva segíteni a fertőzötteken.
|  | Itt a vége a cselekmény részletezésének! |

## Kapcsolata aSzárnyas fejvadásszal
A könyv szolgált az 1982-es Szárnyas fejvadász címadójaként (a film eredeti címe Blade Runner). Viszont a címen kívül nincs bennük semmi közös. A William S. Burroughs által írt forgatókönyv 1979-ben készült el, hogy majd egy később megjelenő, lehetséges filmadaptáció alapjául szolgáljon. A film nem készült el, de Hampton Fanchernek (aki a Szárnyas fejvadász forgatókönyvét írta Philip K. Dick Álmodnak-e az androidok elektronikus bárányokkal? című regényéből) volt egy példánya a könyvből, és javasolta, hogy változtassák meg a film címét Blade Runnerre, mert a korábbi két cím (Android, Dangerous Days) nem bírt elég nagy hatással. A filmben a blade runnerek (a magyar szinkronos változatban fejvadászok) egy rendőri egység tagjai, akiknek az a feladatuk, hogy a Földre menekült androidokat (replikánsokat) kiiktassák.
Habár Ridley Scott megvette a könyv címének használati jogát, nem használta föl annak tartalmát. Később, az Imposztor (szintén Dick-adaptáció) című 2002-es film felhasználta a regényben szereplő futárokat.

## Magyarul
- Pengefutár. Az igazi Blade runner / Alan E. Nourse: Pengefutár; ford. Tamás Dénes / William S. Burroughs: Pengefutár. Az irodalmi forgatókönyv; Metropolis Media, Bp., 2010 (Galaktika fantasztikus könyvek)